# Chayanta (gemeente)
Chayanta is een gemeente (municipio) in de Boliviaanse provincie Rafael Bustillo in het departement Potosí. De gemeente telt naar schatting 17.248 inwoners (2018). De hoofdplaats is Chayanta.